# Pablo Andres
Pablo Andres, de son nom complet Pablo Andres Hertsens, né à Woluwe Saint-Lambert (Région de Bruxelles-Capitale) le 13 décembre 1979, est un humoriste et comédien belge. 
Il incarne plusieurs personnages fictifs dont le plus connu est l'agent Verhaegen, un policier avec un accent brusseleer,.

## Biographie
Pablo Andres provient d’une famille belgo-mexicaine. Après des études primaires et secondaires en néerlandais à Bruxelles, Pablo Andres entame des études de communication à l’IHECS (section pub). Licencié en communication, il poursuit des études de théâtre à la Kleine Academie.

## Carrière

### Musique et doublage
Il entame sa vie professionnelle dans le secteur de la musique. Sous le nom Pablo Andres, il se fait d’abord connaître sur la scène hip-hop belge. En 1998, il pose sur la compilation 50 MC's. Suivent d'autres mixtapes. Pablo Andres monte sur scène sous le nom « Pablo Andres et les funky muchachos » (Festival de Dour, Francofolies de Spa, Festival Couleur Café, premières parties pour Orishas, Adb Al Malik). Quelques clips plus tard, il sort l'album Niño del Sol aux influences latines réalisé par Sir Samuel et DJ Fun membres du Saïan Supa Crew qui sera récompensé par une Octave de la musique (musiques urbaines),.
Parallèlement à la scène hip-hop, Pablo Andres prête sa voix pour des doublages, principalement de dessins animés (voix française de Gingka Hagane personnage principal de Beyblade et de Mark Evans personnage principal de Inazuma Eleven mais aussi de nombreux personnages pour le manga One Piece ou encore Naruto, Petit dans Petit et Costaud ainsi que le rôle de Joe Jonas de la série les Jonas Brothers. Il a également joué la voix française de Jordy dans la téléréalité L'Île des défis extrêmes.
Il interprète le rôle de Foxwell Cripp,, un vendeur de glaces, chasseur de loups-garous à ses heures perdues dans le long métrage du producteur flamand studio 100, «100% Loup»,.

### Radio
En 2013, Pablo Andres rejoint l’équipe du « Good Morning » sur Radio Contact (RTL) pour y présenter ses chroniques matinales pendant 5 ans. Il quitte le groupe RTL en 2018,.
Pour la saison 2023-2024, Pablo Andres est de retour chez RTL et propose une séquence chaque vendredi à 8h15 sur Bel RTL et à 8h40 sur Radio Contact. 

### Football et télévision
Révélé aussi par ses vidéos avec les Diables Rouges avant l'Euro 2016, ces vidéos avec Eden Hazard, Thomas Meunier et Axel Witsel font plus d'un million de vues.
En juillet 2018 Pablo Andres fait son entrée dans l’émission sportive quotidienne, L'épopée russe de la RTBF où il commente chaque match de la Coupe du monde.
Après la Coupe du monde 2018, Pablo Andres fait sa rentrée au « Grand Cactus » de la RTBF.
En plein confinement (mars 2020), Pablo Andres lance "le journal d'un confiné" et fait sa rentrée dans "On n'est pas des pigeons à la maison" le samedi animé par Sara de Paduwa - RTBF.
Fin septembre 2020, il fait son entrée dans l'émission C'est si bon animé par Sara de Paduwa avec une capsule vidéo inédite tous les samedis avant le JT de la RTBF.
A l'approche de l'EURO 2020, Pablo Andres fait le bilan des Diables rouges au camp d'entraînement de Tubize. Ces trois vidéos avec Eden Hazard, Thorgan Hazard, Romelu Lukaku et Yannick Carrasco font plus d'un million de vues.
Pendant l'EURO, Pablo Andres avec l'aide de Roméo Elvis sort l'hymne non officiel des Diables Rouges. Au vu du succès et de l'engouement des supporters belges de foot, ils sortent le clip et font le buzz.

### Golden Tich Comedy Club
En 2018, Pablo Andres crée et co-produit avec OD Live productions le « Golden Tich Comedy club » un plateau d’artistes qui réunit des humoristes français et belges dont les noms ne sont révélés que lorsque le rideau se lève.

### Spectacles[24]
- La Colocation (2012)
- Entre nous (2016)
- Entre nous 2.0. (2017-2018)[25],[26]
- Noël en famille (janvier 2018)
- Golden Tich Comedy Club- édition 1 (octobre 2018)[27]
- Golden Tich Comedy Club- édition 2 (janvier 2019)
- Golden Tich Comedy Club- édition 3 (mars 2019)[28]
- Golden Tich Comedy Club- édition 4 (février 2020)
- Démasqué (2018-2019-2020)[29]
- Noël en famille (décembre 2019)[30]
- Golden Tich Comedy Club (février 2020) [28]
- A nous la coupe (novembre 2022)[31]

### Télévision
- Le Belge Comme Eddy Show (RTBF, 2010-2011)
- Planète Pablo (Plug RTL- 2016-2017)[32],[33]
- Entre nous 2.0 (RTL-TVI- janvier 2018)
- Noël en famille sur la DEUX (RTBF décembre 2019)[34]
- Démasqué sur la DEUX (RTBF avril 2020) [35]
- Baraki saison 1 sur Tipik et Netflix (2021)
- Messieurs PIPI saison 1 (RTBF 2022) [36]
- Baraki saison 2 sur Tipik (2023)

### Théâtre
- Roberto Zucco (Bernard Marie KOLTES) - Daniela GINEVRO (2008)

### Cinéma[24]
- Losers Revolution (long métrage de Thomas Ancora, sortie mars 2020)[37]''Totem (long métrage de Fred Deloof) [38]
- Entre la vie et la mort (long métrage de Giordano Gederlini) [39]

## Doublage

### Cinéma

#### Films
- Terrence J dans :
  - Think Like a Man (2012) : Michael, "le fils à maman"
  - Think Like a Man Too (2014) : Michael

- 2007 : Flashpoint : Tiger (Xing Yu)
- 2009 : 12 Rounds : Dave Fisher (Kyle Clements)
- 2009 : Five Minutes of Heaven : Stuart (Mathew McElhinney)
- 2010 : La Machine à démonter le temps : Blaine (Sebastian Stan)
- 2012 : V/H/S : Rock [Qui ?]
- 2013 : Black Nativity : Langston (Jacob Latimore)
- 2014 : I Origins : Kenny (Steven Yeun)
- 2016 : Keanu : Bud (Jason Mitchell)

#### Films d'animation
- 2009 : Kérity, la maison des contes : un Nain
- 2011 : Naruto Shippuden: Blood Prison : Omoï

### Télévision

#### Téléfilms
- 2008 : L'Enfant du secret : ? (?)
- 2010 : Camp Rock 2 : Le Face à face : Shane Gray (Joe Jonas)
- 2010 : Bienvenue chez les scouts : Kalvin « Goose » Gustavo (David Lambert)

#### Téléfilm d'animation
- 2012 : One Piece, épisode de Nami : Les Larmes de la navigatrice, le lien des compagnons : Yosaku

#### Séries télévisées
- 2007 : The Best Years : Trent Hamilton (Niall Matter (saison 1)
- 2007 : Jonah et le Pur-sang : Jonah Price (Ben-Ryan Davies (en))
- 2007-2011 : GRΣΣK : Calvin Owens {ΩΧΔ} (Paul James)
- 2008 : Britannia High : BB Simons (Marcquelle Ward)
- 2008-2009 : Le Monde de Patricia : Guillaume Lenez (Santiago Talledo)
- 2009-2010 : Aaron Stone : Jason Landers (David Lambert)
- 2009-2010 : Jonas L. A. : Joe Jonas (Joe Jonas)
- 2010 : Petit et Costaud : Petit (Jason Hopley) (voix)
- 2012 : Power Rangers : Super Samurai : Terrence « Terry » Watanabe (Jaever Santos) (saison 2, épisode 7)
- 2013 : Le Tourbillon de l'amour : Xaver Steindle (Jan van Weyde)

#### Séries d'animation
(juin 2023).
- Dreamkix : Garcia
- Generator Rex : César Salazar
- Hot Wheels Battle Force 5 : Zoom
- Initial D : Nakazato, Sakamoto
- Kenshin le vagabond : Yahiko
- L'Île des défis extrêmes : Jordy et Ezekiel
- Les Saturdays : Doc Saturday
- Littlest Pet Shop : Vinnie Terrio
- Pac-Man et les aventures de fantômes : Inky
- Regular Show : un caneton
- Winx Club: Anagan
- 2000-2013[40]: One Piece: Merry, Yosaku, Pearl, Fukaboshi (épisodes 528 à 573), Ministre de la Gauche et Scotch (Yeti Cool Brothers)
- 2005: Naruto: Jibachi (épisode 148)
- 2007-2011: Naruto Shippūden: Gozu (épisode 91), Ryūsui (épisode 129), Omoï (épisode 156), Yusuke (épisode 223) et Bandō (épisode 224)
- 2009: Pokémon Diamant et Perle: Marc (épisodes 75 à 79)
- 2009: Entre elle et lui: Voix additionnelles
- 2009-2012: Agent Spécial Oso : Loupo
- 2009-2012: Yu-Gi-Oh! 5D's: Dick Pitt, Greiger
- 2010-2011: Beyblade: Metal Fusion: Gingka Hagane
- 2010-2012: Inazuma Eleven: Mark Evans, Thiago Torres, David Evans, Harry Evans (2ème voix)
- 2011-2012: Beyblade: Metal Masters: Gingka Hagane
- 2012-2013: Beyblade: Metal Fury: Gingka Hagane
- 2013: Beyblade: Shogun Steel: Gingka Hagane
- 2013-2016: Inazuma Eleven GO: Mark Evans, Davy Jones, David Evans (1ère voix), K-Aran Vogu, Aoba Gyr
- 2014-2017: Clarence : Chad (1re voix, saisons 1 à 2)
- 2021: Ante Chris : Chiquito

### Jeux vidéo
- 2008 : Inazuma Eleven : Mark Evans
- 2009 : Inazuma Eleven 2 : Tempête de Feu et Tempête de Glace : Mark Evans, le médecin
- 2010 : Inazuma Eleven 3 : Foudre Céleste, Feu Explosif et Les Ogres Attaquent ! : Mark Evans
- 2011 : Inazuma Eleven Strikers : Mark Evans, Alan Master, Ethan Whitering

## Réseaux sociaux
En décembre 2022, il avait 1,5 million d'abonnés sur Tiktok.